# Skogsbranden på Gotland 1992
Skogsbranden på Gotland 1992, även kallad Kräklingbobranden och Torsburgenbranden, inträffade tidigt på morgonen den 9 juli 1992 då det började brinna i skogen på den södra delen av Torsburgen. Torsburgen är Sveriges mäktigaste och en av Europas största fornborgar i Kräklingbo socken på östra Gotland. Branden krävde inga människoliv men utvecklades till en av landets största skogsbränder i modern tid. Skogsbranden omfattade ett område på drygt 1000 hektar, varav cirka 740 hektar produktiv skogsmark. Branden skapade den största räddningsinsatsen i modern gotländsk historia.

## Branden

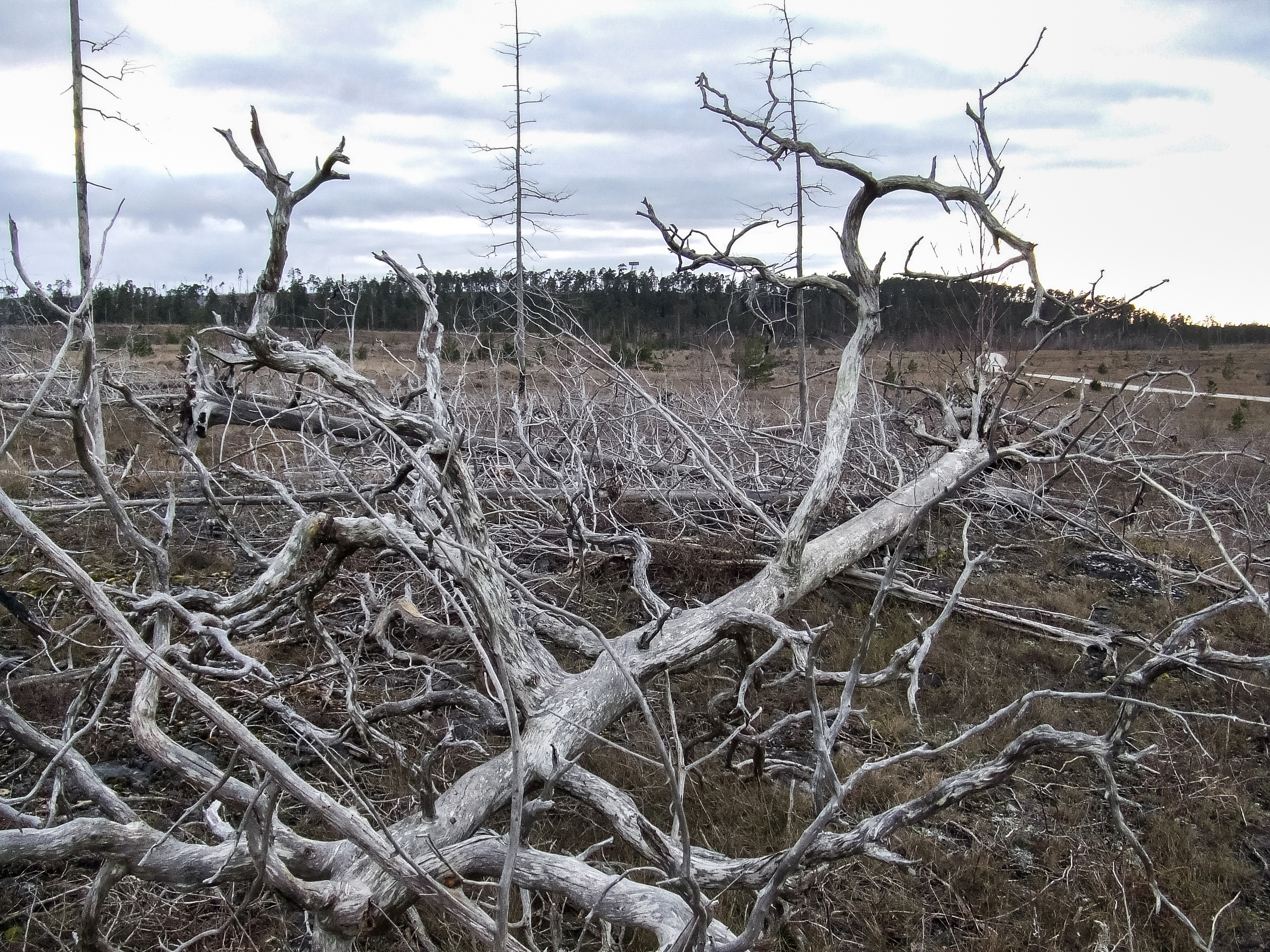
Torsburgen var centrum för skogsbranden.

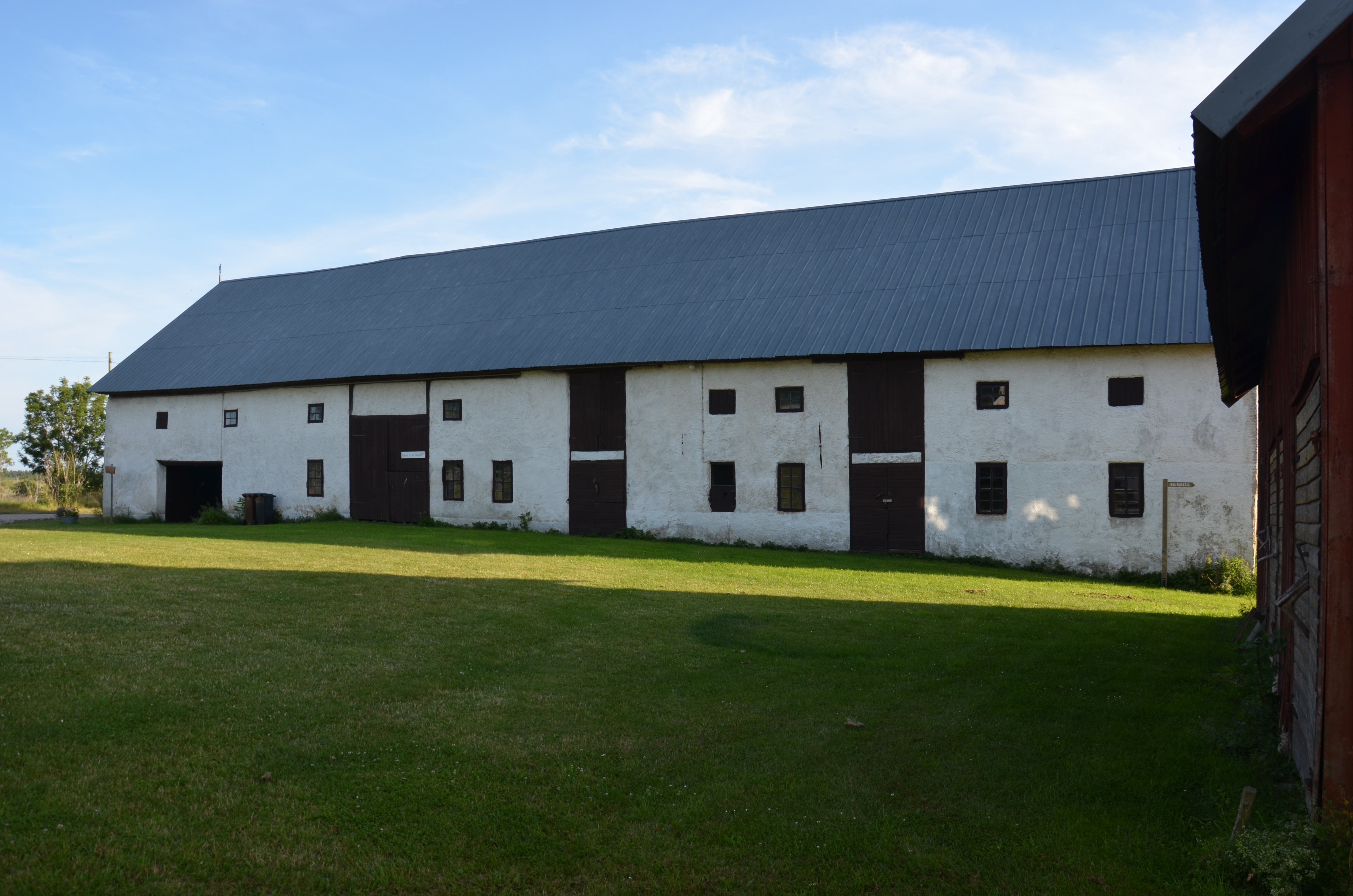
Hajdeby gård som låg i farozonen för branden.

Den 9 juli 1992 drabbades Gotland av en våldsam skogsbrand. Försommaren 1992 hade varit ovanligt varm och regnfattig, och marken var knastertorr. Den här dagen blåste det dessutom en frisk sydlig vind på ungefär 15 m/s. Det hade börjat brinna i skogen på den södra delen av fornborgen Torsburgen, ett par hundra meter norr om Ardre luke. Branden spred sig snabbt och övergick snart till toppbrand och på grund av vinden uppstod en eldstorm med en front på två kilometer som arbetade sig norrut i riktning mot Hajdeby gård och Kräklingbo kyrka. Branden hade tre fronter. Två flanker på vardera sex kilometer, som sakta åt sig utåt och en 2,5 kilometer bred front i norr, som spred sig mycket snabbt.

## Släckningsarbetet
Efter ett dygn, på morgonen den 10 juli, var branden en kilometer bred och cirka fem kilometer lång. Nu var ett hundratal brandmän, ett 60-tal värnpliktiga från Visby garnison samt några frivilliga på plats.[källa behövs] En räddningscentral hade satts upp vid brandstationen i Kräklingbo. För att bekämpa branden sattes också in vattenbegjutning från luften med Flygvapnets Visbyhelikopter Q 90, en Helikopter 10 (Super Puma), i släckningsarbetet. Sedan sattes en extrahelikopter Q 97 (HKP 10) med hopplockad besättning in. Även helikopter Q 91 (HKP 10) deltog på slutet. 
Under branden flög Flygvapnets helikoptrar sammanlagt närmare 44 flygtimmar. Det fälldes 414 tunnor, ungefär 800 kubikmeter vatten av dessa helikoptrar.
Även Marinflyget deltog i släckningsarbetet sida vid sida med Flygvapnet med ett antal tunga helikoptrar av typen HKP 4, Vertol.

Under dagen som gick ryckte elden allt närmare de tre gårdarna vid Hajdeby och räddningsledningen förberedde evakuering av samtliga boende i området. De rådde förvirring vid gårdarna och många visste inte vad de skulle göra. Nisse Olofsson, tidigare chef vid brandstationen i Kräklingbo, tog mer eller mindre över släckningsarbetet vid Hajdeby tillsammans med 20 andra personer. Man lyckades anlägga en moteld och när elden var endast 10 meter från Tors gård lyckades man hejda elden. Då nådde eldslågorna 30 meter upp i luften.
På kvällen den 11 juli hade man med hjälp av tunga bandfordon från Gotlands Regemente, P18 och civila traktorer och skogsmaskiner säkrat brandgatorna runt området, men det brann fortfarande intensivt innanför.
I morgonsändningen den 13 juli gick man ut i lokalradion med meddelandet att: "Räddningledningen ber oss meddela att all semesterledig brandpersonal och brandbefäl snarast skall anmäla sig till Visbystationen". Något senare meddelades det att den värsta faran nu tycktes vara över. Under natten och morgonen den 13 juli hade ett stilla regn fallit över Gotland, som hjälp till släckningen. Under natten hade man också gått in på själva Torsburgen och gjort en intensivsläckning ihopp om att branden inte skulle sprida sig ytterligare i det området. Man fick dock ta bort personal från området på grund av fallande träd. Ett femtiotal brandmän bevakade nu den södra delen och man ansåg nu att branden var under full kontroll.
Vid det här läget hade polisen nu fått problem med nyfikna privatpersoner. Även barnfamiljer hade tagit sig in i området, trots varningar i lokalradion att man skulle respektera avspärrningarna. Risken för fallande träd var mycket stor.

## Efterspel

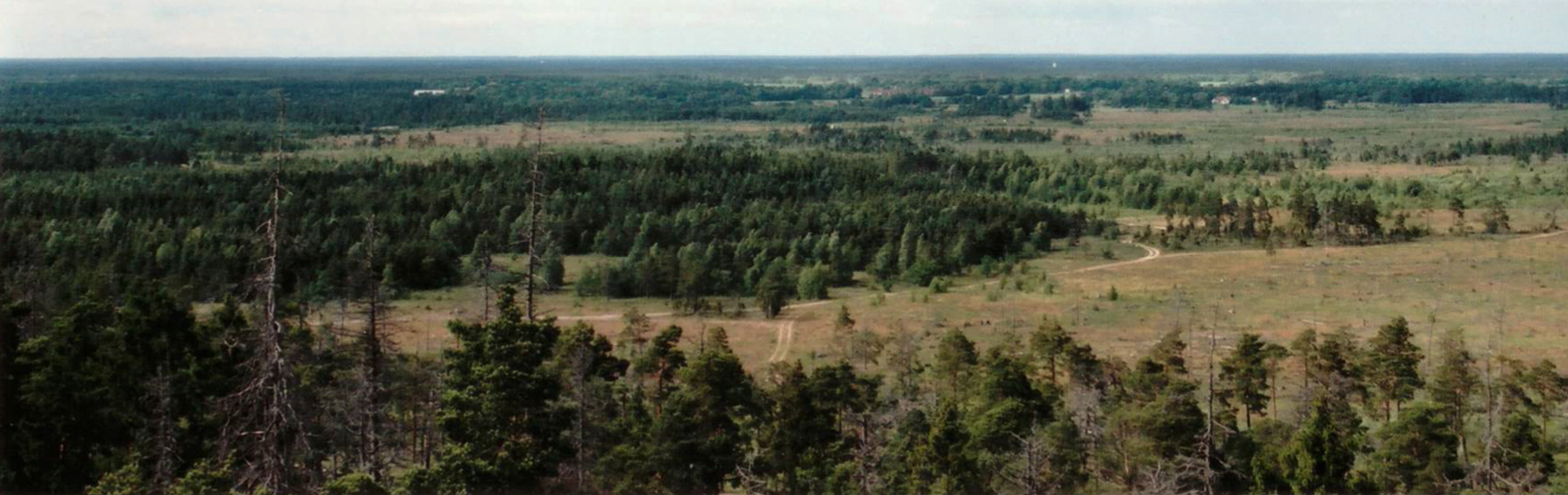
Det eldhärjade området, sett från Torsburgen, några år efter branden.

Släckningsarbetet var det största räddningpådraget i Gotlands moderna historia. Efterarbeten pågick på olika områden i flera år. Totalt berörde branden drygt 1 000 hektar, varav cirka 740 ha produktiv skogsmark i områdena i främst Kräklingbo och Gammelgarn och 41 markägare drabbades. På själva Torsburgen berördes nästan all skog på den centrala och norra delen av branden. Det tog en månad innan Räddningstjänsten kunde meddela att insatsen var avslutad. Den totala kostnaden för räddningsinsatsen beräknades till cirka 18,5 miljoner kronor. Försvarsmakten hade stött räddningsarbetet med bland annat 400 militärer, kommunikationsutrustning, helikoptrar och fordon.
Skogsbranden 1992 var dock inte den första på Torsburgen. När Carl von Linné besökte Torsburgen sommaren 1741 noterade han att platån nästan helt saknade skog, "ty vådeld hade länge sedan förtagit honom". Den "vådeld" som Linné syftar på är troligen den stora skogsbrand som sommaren 1655 härjade betydande delar av Alskog, Ala, Ardre och Kräklingbo socknar.
Under våren 1993 gjorde Skogsstyrelsen ett flertal försök i områden nedanför platån, den så kallade burgen, att plantera björk, tall, österrikisk svarttall och lärk. Valet av svarttall berodde delvis på att den är mer tolerant mot hög kalkhalt och att det blir mycket förna av trädets långa barr.